# Rudolph Anne van Hoëvell tot Nijenhuis
Mr. Rudolph Anne baron van Hoëvell tot Nijenhuis (Deventer, 29 juli 1810 - huis Wijhezicht, Wijhe, 13 november 1888) was lid, secretaris en fungerend voorzitter van de Hoge Raad van Adel.

## Biografie
Van Hoëvell was lid van de familie Van Hövell en een zoon van Rudolph baron van Hoëvell tot Nijenhuis (1771-1848), burgemeester van Deventer, en Anna Maria Grosse (1779-1858). Hij trouwde in 1843 met jkvr. Marguérite Pétronelle Jeanne de Mey van Streefkerk (1819-1899), lid van de familie De Mey en dochter van Jean Gijsberto baron de Mey van Streefkerk (1782-1841), uit welk huwelijk mr. Rudolph Jan Wolfgang Frans baron van Hoëvell van Nijenhuis (1844-1913) werd geboren, burgemeester van Nieuwleusen en Zwartsluis.
In 1835 promoveerde Van Hoëvell in de rechten te Utrecht. Van 1841 tot 1852 was Van Hoëvell secretaris van de Hoge Raad van Adel, nadat hij vanaf 1837 en opnieuw vanaf 1852 lid van dat college was. D'Ablaing van Giessenburg volgde hem op als secretaris met wie hij vervolgens als voorzitter ernstige problemen kreeg. Hij bleef lid van de raad tot 1865 en was tussen 1853 en 1865 fungerend voorzitter. Hij schreef ook een geschiedenis van zijn geslacht die in 1869 werd uitgegeven. Naast andere publicaties vertaalde hij ook een Frans handboek voor boomkwekers en tuinmannen dat verscheidene drukken beleefde.
Zowel bij de inhuldiging van koning Willem II als van Willem III was hij Koning van Wapenen.
Van Hoëvell was vanaf 1837 lid van de ridderschap van Gelderland en vanaf 1836 kamerheer i.b.d. van de koningen Willem I, II en III.
Van Hoëvell was ridder in de Orde van de Nederlandse Leeuw en drager van het Metalen Kruis.

### Vertaling
- J.A. Hardy, Handboek voor boomkweekers en tuinlieden bevattende eene uitvoerige beschrijving omtrent het snoeijen en enten van vruchtboomen. Deventer, 1856.